# Rio das Flores
Rio das Flores is een gemeente in de Braziliaanse deelstaat Rio de Janeiro. De gemeente telt 8.686 inwoners (schatting 2009).

## Aangrenzende gemeenten
De gemeente grenst aan Paraíba do Sul, Valença, Vassouras, Belmiro Braga (MG) en Santa Bárbara do Monte Verde (MG).